# Radioatividade
A radioatividade (AO 1945: radioactividade), também chamada de radiatividade (AO 1945: radiactividade) é um fenômeno que pode ser natural ou artificial, pelo qual algumas substâncias ou elementos químicos, chamados radioativos, são capazes de emitir radiações, as quais têm a propriedade de impressionar placas fotográficas, ionizar gases, produzir fluorescência e atravessar corpos opacos à luz. As radiações emitidas pelas substâncias radioativas são principalmente partículas alfa, partículas beta e raios gama. 
A radioatividade é uma forma de energia nuclear, usada na medicina (radioterapia), e consiste no fato de alguns átomos como os do urânio, rádio e tório serem “instáveis”, perdendo constantemente partículas alfa, beta e gama (raios-X). O urânio, por exemplo, tem 92 prótons, porém através dos séculos vai perdendo-os na forma de radiações, até terminar em chumbo, com 82 prótons estáveis. Foi observada pela primeira vez pelo francês Henri Becquerel em 1896 enquanto trabalhava em materiais fosforescentes.
A radioatividade pode ser:
- Radioatividade natural ou espontânea: É a que se manifesta nos elementos radioativos e nos isótopos que se encontram na natureza e poluem o meio ambiente.
- Radioatividade artificial ou induzida: É aquela que é provocada por transformações nucleares artificiais.

## Visão geral
O fenômeno da desintegração espontânea do núcleo de um átomo com a emissão de algumas radiações é chamado de radioatividade. A radioatividade transforma núcleos instáveis fazendo surgir as radiações α, β e γ.
A lei fundamental do decaimento radioativo afirma que a taxa de decaimento é proporcional ao número de núcleos que ainda não decaíram:
{\displaystyle N=N_{o}.e^{-\lambda .t}}
Esta é a equação da lei básica para a radioatividade.
A medida da intensidade da radioatividade é feita em duas unidades que são:
- Curie: Definido como a quantidade de material radioativo que

dá {\displaystyle 3,7\times 10^{10}} desintegrações por segundo.
- Rutherford (Rd): é definido como a quantidade de substância radioativa que dá {\displaystyle 10^{6}} desintegrações por segundo.

Na natureza existem elementos radioativos que exibem transformação sucessiva, isto é, um elemento decai em substância radioativa que também é radioativa. Na transformação radioativa sucessiva, se o número de nuclídeos qualquer membro da cadeia é constante e não muda com o tempo, é chamado em equilíbrio radioativo. A condição de equilíbrio é portanto:
{\displaystyle N_{p}=-\lambda _{p}N_{p}=0}
{\displaystyle {\frac {dN_{d}}{dt}}=-\lambda _{D}N_{D}=0}
ou
{\displaystyle \lambda _{p}N_{p}=\lambda _{D}N_{D}}
{\displaystyle \lambda _{p}N_{p}=\lambda _{G}N_{G}}.
Onde os subscritos P, D e G indicam núcleo-pai (do Inglês parent), núcleo-filha (do Inglês daughter) e núcleo-neta (do Inglês granddaughter) respectivamente.
O estudo da radioatividade e radioisótopos tem várias aplicações na ciência e tecnologia. Algumas delas são:
1. Determinação da idade de materiais antigos com auxílio de elementos radioativos.
2. Análises para obtenção de vestígios de elementos.
3. Aplicações médicas como diagnóstico e tratamento.

## Radioatividade artificial

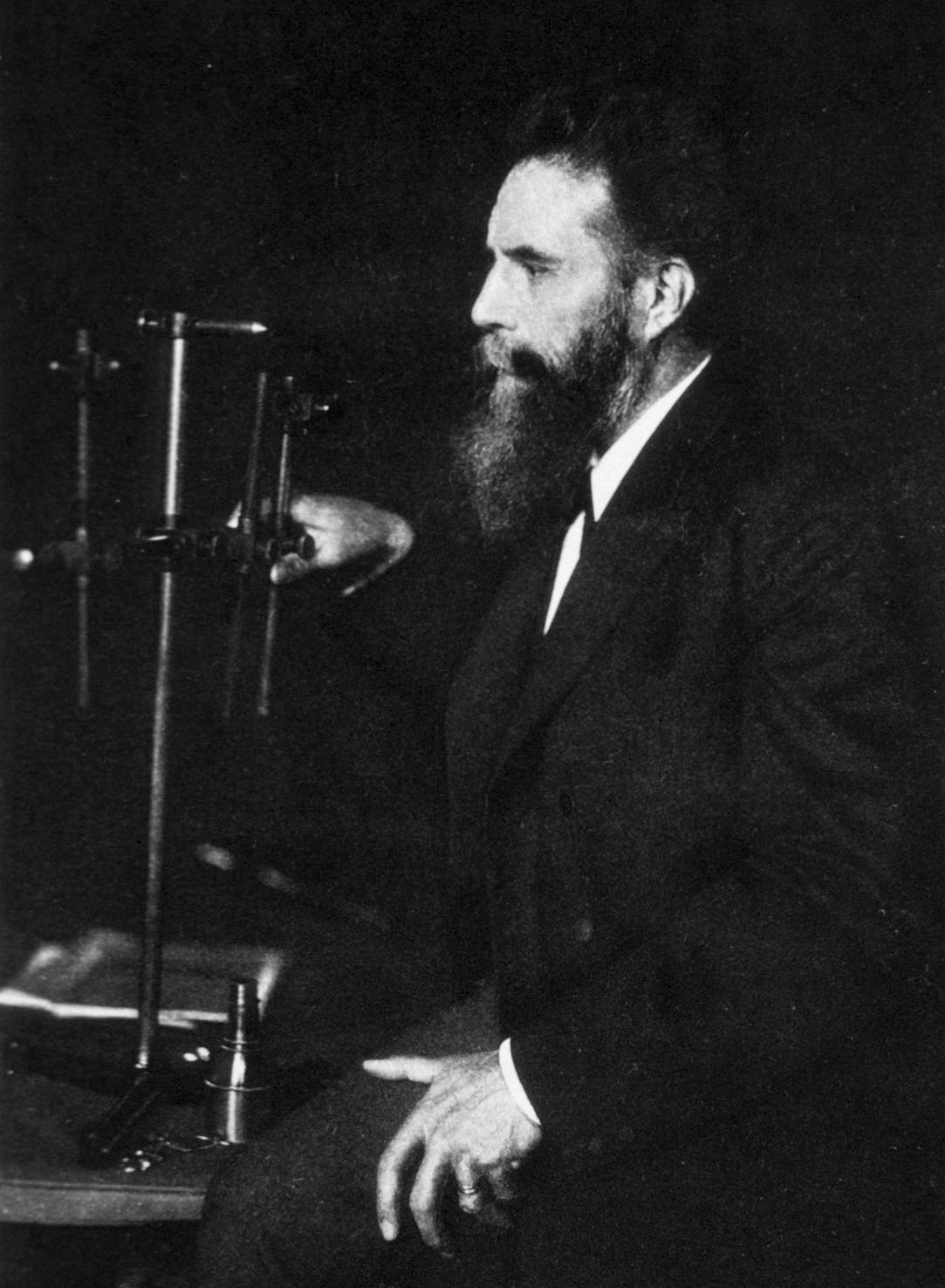
Wilhelm Röntgen em seu laboratório

Produz-se a radioatividade induzida quando se bombardeiam certos núcleos com partículas apropriadas. Se a energia destas partículas tem um valor adequado, elas penetram no núcleo bombardeado formando um novo núcleo que, no caso de ser instável, se desintegra posteriormente. Foi realizada pela primeira vez pelo físico neozelandês Ernest Rutherford, ao bombardear átomos de nitrogênio, com partículas alfas, obtendo oxigênio. Sendo estudada pelo casal “Joliot-Curie” (Frédéric Joliot e Irène Joliot-Curie), bombardeando núcleos de boro e alumínio com partículas alfa, eles observaram que as substâncias bombardeadas emitiam radiações após retirar o corpo radioativo emissor das partículas alfa. O estudo da radioatividade permitiu um maior conhecimento da estrutura dos núcleos atômicos e das partículas subatômicas. Abriu-se a possibilidade da transmutação dos elementos, ou seja, a transformação de elementos em elementos diferentes. Inclusive o sonho dos alquimistas de transformar outros elementos em ouro se tornou realidade, mesmo que o processo economicamente não seja rentável.
Em 1896, Henri Becquerel (1852-1908) estudava, na École Polytechnique, a possibilidade de que o sol poderia provocar a emissão de raios X pelos cristais. O método por ele utilizado era de que o colocava-se cristais perto de placas fotográficas envoltas em um papel escuro, tendo uma tela composta de fios de cobre entre os dois.
Os raios de sol causando a emissão dos raios X nos cristais, os mesmos deveriam penetrar no papel escuro, mas não penetrando nos fios de cobre da tela e assim o cientista poderia ver a fotografia da tela na placa. Em seguida Becquerel colocou a tela em uma gaveta e deixou o cristal sem nenhuma proteção sobre uma mesa. Retornou, dias depois, e viu que nela havia uma impressão da tela de cobre. Sua conclusão foi a de que a radiação emitida pelo cristal (no caso de urânio) não havia sido provocada pelo Sol, e sim por alguma propriedade do mesmo cristal. Mais tarde Becquerel repetiu a experiência colocando o cristal e a placa fotográfica dentro de uma caixa blindada e obteve o mesmo resultado.
Em 1898, Marie (1867-1934) e Pierre Curie (1859-1906) descobriram elementos que produzem os raios catódicos, por exemplo, o rádio. Observando que a radiação deste elemento era maior que a do urânio. Logo a seguir batizou este fenômeno de radioatividade.
Logo após, Ernest Rutherford achou dois tipos de raios, os quais ele batizou de alfa e beta. O raio beta tendo uma característica de alto poder de penetração e o raio alfa, ao contrário, pequeno poder de penetração. Os raios beta são elétrons e os raios alfa são núcleos de hélio. Logo em seguida descobriu-se que os raios beta, ao serem defletidos em campos elétricos, mostravam ter carga negativa e tinham uma velocidade muito maior do que a dos raios catódicos - os raios beta são elétrons que vêm de dentro do núcleo e com muito mais energia. Rutherford, por outro lado, mostrou que a relação carga-massa do raio alfa era parecida com a do hidrogênio e que sua carga era duas vezes maior do que a do hidrogênio. Descobriu, portanto, o primeiro núcleo mais pesado que o hidrogênio - o hélio.

## Quantização da radioatividade
O decaimento radioativo é um processo que envolve conceitos de probabilidade. Partículas dentro de um átomo têm certas probabilidades de decair por unidade de tempo de uma maneira espontânea. A probabilidade de decaimento é independente da vida previa da partícula. Por exemplo se N(t) é considerado o número de partículas como função do tempo, então, temos a taxa de decaimento sendo proporcional a N.
Formulando matematicamente temos:
{\displaystyle {\frac {-dN(t)}{dt}}=\lambda N}
A constante de proporcionalidade tem dimensão inversamente proporcional ao tempo.
{\displaystyle N(t)=N_{0}e^{-\lambda t}}
onde {\displaystyle N_{0}} é o número inicial de partículas. O número de partículas de um dado elemento decai exponencialmente numa taxa diretamente proporcional ao elemento. Define-se a vida média de um elemento como
{\displaystyle \tau ={\frac {1}{\lambda }}}
Tendo um exemplo de muitas partículas, 1/e delas (cerca de 37,8%) não decairão após um tempo {\displaystyle \tau }. Na Física Nuclear trabalha-se com o conceito de vida média, que é o tempo depois do qual a amostra se reduziu à metade.
Relacionando essas duas quantidades, assim temos:
{\displaystyle e^{-t1/2/\tau }={\frac {1}{2}}\Rightarrow t1/2=\tau \ln 2}

## Tipos de decaimento
Quanto aos tipos de radiação, descobriu-se que um campo elétrico ou magnético podia separar as emissões em três tipos de raios. Por falta de melhores termos, os raios foram designados alfabeticamente como alfa, beta e gama, o que se mantém até hoje. Enquanto que o decaimento alfa foi apenas observado nos elementos mais pesados (número atómico 52, telúrio, e maiores), os outros dois tipos de decaimento foram observados em todos os elementos.
Ao analisar-se a natureza dos produtos do decaimento, tornou-se óbvio a partir da direção das forças eletromagnéticas produzidas sobre as radiações pelos campos magnético e elétrico externos, que os raios alfa tinham carga positiva, os raios beta carga negativa, e que os raios gama eram neutros. A partir da magnitude de defleção, era claro que as partículas alfa eram muito mais maciças do que as partículas beta. Fazer passar partículas alfa através de uma janela de vidro muito fina e encerrá-las numa lâmpada de néon permitiu aos investigadores estudarem o espectro de emissão do gás resultante, e finalmente demonstrarem que as partículas alfa são núcleos de hélio. Outras experiências mostraram a semelhança entre a radiação beta clássica e os raios catódicos: são ambos fluxos de eletrões. De igual modo, descobriu-se que a radiação gama e os raios-X são formas semelhantes de radiação eletromagnética de alta-energia.
Embora os decaimentos alfa, beta e gama sejam os mais comuns, outros tipos seriam descobertos. Pouco depois da descoberta do positrão em produtos de raios cósmicos, percebeu-se que o mesmo processo que opera no decaimento beta clássico pode também produzir positrões (emissão positrónica). Num processo análogo, descobriu-se que ao invés de emitirem positrões e neutrinos, alguns nuclídeos ricos em protões capturavam os seus próprios eletrões atómicos (captura eletrónica), e emitem apenas um neutrino (e geralmente também um raio gama). Cada um destes tipos de decaimento envolve a captura ou emissão de eletrões ou positrões nucleares, e leva o núcleo a aproximar-se da razão entre neutrões e protões que tem a menor energia para um dado número total de nucleões (neutrões mais protões).
Pouco tempo após a descoberta do neutrão em 1932, Enrico Fermi descobriu que certas reações de decaimento raras produziam neutrões como partícula de decaimento (emissão de neutrões). A emissão protónica isolada acabaria por ser observada em alguns elementos. Foi também descoberto que alguns elementos mais pesados podem sofrer fissão espontânea resultando em produtos de composição variável. Num fenómeno chamado decaimento aglomerado, observou-se que eram emitidas ocasionalmente pelos átomos combinações específicas de neutrões e protões (núcleos atómicos), que não as partículas alfa.
Foram descobertos outros tipos de decaimento radioativo que emitiam partículas já conhecidas, mas por meio de mecanismos diferentes. Um exemplo é a conversão interna, a qual resulta na emissão eletrónica e por vezes emissão de fotões de alta-energia, embora não envolva nem decaimento beta nem decaimento gama. Este tipo de decaimento (como o decaimento gama de transição isomérica) não transmuta um elemento em outro.
São conhecidos eventos raros que envolvem a combinação de dois eventos de decaimento beta com ocorrência simultânea. É admissível qualquer processo de decaimento que não viole as leis de conservação da energia ou do momento (e talvez outras leis de conservação), embora nem todos tenham sido detectados.

## Leis da radioatividade
- 1ª Lei - quando um átomo emite uma partícula alfa, seu número atômico diminui de duas unidades e sua massa atômica de quatro unidades.[7]
- 2ª Lei - quando um átomo emite uma partícula beta, seu número atômico aumenta de uma unidade.[7]

As radiações gama não alteram o número atômico nem o número de massa do átomo. Quando um átomo emite uma partícula radioativa dizemos que ele sofreu uma desintegração.

### 1ª Lei
1ª Lei da Radioatividade ou 1ª Lei de Soddy (1ª lei da radiatividade natural) - Quando um radioisótopo emite uma partícula alfa (α) originará um novo elemento que apresenta redução de duas unidades em seu número atômico ({\displaystyle Z-2} prótons) e redução de 4 unidades em seu número de massa (A – 4).
Por exemplo, o plutônio apresenta número de massa igual a 242 e número atômico de 94, ao emitir uma partícula alfa (α), será transmutado a urânio com número de massa igual a 238 e número atômico, 92.

### 2ª Lei
2ª Lei da Radioatividade ou 2ª Lei de Soddy (ainda conhecida por Lei de Fajans e Russel) - Quando um radioisótopo emite uma partícula beta (β) o seu número atômico aumenta em uma unidade e o seu número de massa praticamente não sofre alteração.
A desintegração de um nêutron no núcleo de um radioisótopo instável gera: um próton, uma partícula beta (β), um antineutrino, radiação gama. Por isso, o número atômico aumenta em uma unidade, já que nesse núcleo houve a formação de um novo próton.
Por exemplo, o tório apresenta massa atômica igual a 234 e número atômico, 90; ao emitir uma partícula beta (β), será transmutado a protactínio, que apresenta massa atômica igual a 234 e número atômico, 91.

## Leis de Soddy e Fajans
As leis da desintegração radioativa, descritas por Soddy e Fajans, são:
- Quando um átomo radioativo emite uma partícula alfa, o número de massa do átomo resultante diminui em 4 unidades e o número atômico em 2 unidades.
- Quando o átomo radioactivo emite uma partícula beta, o número de massa do átomo resultante não varia e o seu número atômico aumenta em 1 unidade.
- Quando um núcleo "excitado" emite uma radiação gama não ocorre variação no seu número de massa e número atômico, porém ocorre uma perda de uma quantidade de energia "hν".

Desse modo, a emissão de partículas alfa e beta pelos átomos instáveis muda seu número atómico, transformando-os em outros elementos. O processo de desintegração nuclear só termina com a formação de átomos estáveis. O urânio-238, por exemplo, vai sofrendo decaimento até formar o elemento chumbo-206.

## Decaimento radioativo como um processo estatístico
A lei de decaimento radioativo, foi deduzida a partir da suposição que decaimento radioativo num intervalo de tempo dado {\displaystyle \Delta t}.
A ideia é que todos os núcleos dum dado elemento químico são indistinguíveis. O melhor que se pode fazer é determinar o número médio de núcleos sofrendo decaimento no intervalo de tempo a partir de {\displaystyle t} até {\displaystyle t+\Delta t}.
Assim, o que nós temos é um processo estatístico, isto é, o decaimento dum dado núcleo é um evento aleatório possuindo uma certa probabilidade de ocorrência.
A probabilidade de decaimento por unidade de tempo por núcleo pode ser deduzida como se segue. Se nós temos N núcleos originais e o número que sofre decaimento no intervalo de tempo {\displaystyle \Delta t} é {\displaystyle \Delta N}, então o decrescimento relativo,
{\displaystyle -{\frac {\Delta N}{N}}} no número de núcleos por unidade de tempo, isto é, a quantidade
{\displaystyle -{\Bigg (}{\frac {\Delta N}{N}}{\Bigg )}} {\displaystyle \Delta t} dá a probabilidade de decaimento por unidade de tempo por núcleo.
Esta definição concorda com o significado da constante de decaimento, {\displaystyle \lambda }.
Por definição, a constante de decaimento é a probabilidade de decaimento por unidade de tempo por unidade de núcleo.

## Determinação de idade a partir da radioatividade
O decrescimento no número de núcleos radioativos de acordo com a lei de decaimento radioativo, pode ser usada como um meio para medir o tempo que passou desde que uma amostra contendo, inicialmente {\displaystyle N_{o}} átomos radioativos e o instante quando o seu número é {\displaystyle N}.
Em outras palavras, radioatividade disponibiliza uma espécie de escala de tempo. De acordo com a lei de radioatividade: {\displaystyle N=N_{o}.e^{-\lambda t}} o intervalo de tempo entre os instantes em que o número de núcleos radioativos é {\displaystyle N_{o}} e {\displaystyle N} é:
{\displaystyle t={\Bigg (}{\frac {1}{\lambda }}{\Bigg )}\ln {\Bigg (}{\frac {N_{o}}{N}}{\Bigg )}=1{,}44_{1/2}\ln {\Bigg (}{\frac {N_{o}}{N}}{\Bigg )}}
Como regra, N representa o número de núcleos não transformados no tempo presente, de modo que a equação acima dá a idade da amostra contendo os núcleos radioativos.
Nos estudos geológicos, uma escala de tempo radioativa diferente é necessária para cada aplicação. Ao determinar a idade das rochas, por exemplo, alguém deverá usar uma escala de tempo radioativa suficientemente lenta, isto é, decaimentos radioativos com meia vida da mesma ordem de grandeza que as épocas geológicas que ronda para centenas de milhões ou mesmo milhões de milhões de anos. Esta condição é satisfeita pela meia vida de {\displaystyle ^{238}U} e {\displaystyle ^{235}U}.
O urânio que ocorre naturalmente (que existe na natureza) é na verdade uma mistura de ambos. As suas meias-vidas são 4500 milhões e 900 milhões de anos, respectivamente.
No presente, o urânio quimicamente puro e ocorrendo naturalmente, contém
{\displaystyle {\begin{aligned}&99{,}28\%\;_{92}^{238}U\\&0{,}714\%\;_{92}^{235}U\\&0{,}006\%\;_{92}^{234}U\end{aligned}}}
sendo o último o produto de decaimento radioativo de {\displaystyle ^{234}U}. Dado que o seu conteúdo é muito pequeno, o urânio 234 pode ser ignorado.
Cada um dos isótopos {\displaystyle _{92}^{234}U} e {\displaystyle _{92}^{238}U} é pai da sua própria série radioativa, ambas as quais terminam em isótopos de chumbo. Assim, núcleos de chumbo são os produtos finais do decaimento radioativo de núcleos de urânio.
Usando a razão entre urânio natural e o chumbo obtido deste, é possível determinar o intervalo de tempo durante o qual esta quantidade de chumbo se acumulou.
Na arqueologia, radioatividade é usada para determinar a idade de objetos encontrados nas escavações. Em tais aplicações, a escala de tempo de urânio não é apropriada por pelo menos duas razões:
Por uma coisa, artefatos nunca contiveram urânio. Por outra, o relógio de escala de tempo de urânio é muito lenta para a história humana onde o tempo é muitas vezes medido em séculos ou milénios. Em outras palavras, para determinar a idade de objetos arqueológicos precisa-se de escala de tempo radioativo com a meia vida de alguns séculos ou milénios. A natureza disponibilizou tal escala de tempo.
As partículas que constituem os chamados raios cósmicos primários são extremamente energéticas e, colidindo com os núcleos de elementos que formam a atmosfera da Terra, quebra-os em fragmentos. Estes fragmentos, são altamente energéticos também, e formam os chamados raios cósmicos secundários. A interação dos raios cósmicos com os núcleos do nitrogénio atmosférico transforma-os em núcleos de carbono com número de massa 14, em vez de 12, como acontece com o carbono ordinário. {\displaystyle _{6}^{14}C} tem meia vida de cerca de 5570 anos o qual serve muito bem para arqueologistas. Além disso, porque a intensidade dos raios cósmicos primários permanece praticamente constante, existe um fornecimento invariável de carbono radioativo na atmosfera. O carbono radioativo produz dióxido de carbono radioativo através das plantas e cadeia alimentar, encontra o seu caminho nos animais e torna-se parte dos seus órgãos e tecidos.
Numa planta viva ou animal, a percentagem do conteúdo de carbono radioativo em comparação com o carbono ordinário não muda com o tempo, porque quaisquer perdas tornam-se boas pela alimentação. Se, contudo, a planta ou animal morre, a alimentação não pode mais substituir a perda do carbono radioativo. Assim, pode-se determinar o tempo passando desde a morte do organismo ou a idade do artifício feito de material orgânico.
Usando um contador de partículas electrizadas, foi descoberto que o carbono 14 sofre decaimento através da emissão de partículas beta que um grama de carbono radioativo contém na celulose duma árvore viva ou recentemente cortada, a atividade de um isótopo radioativo é 17,5 partículas por minuto. Isto é, a atividade de um isótopo radioativo é 17,5 decaimentos por minuto.
Convertendo, {\displaystyle t_{1/2}} = 5570 anos em minutos, encontramos o número de núcleos de {\displaystyle _{6}^{14}C} que tem este valor de atividade:
{\displaystyle {\begin{aligned}N&=(1/\lambda )(\Delta N/\Delta t)\\&=1{,}44t_{1/2}(\Delta N/\Delta t)\\&=1{,}44\times 5570\times 365\times 24\times 60\times 1{,}75\\&\approx 7{,}5\times 10^{10}\end{aligned}}}
Assim, um grama de carbono na celulose duma árvore viva ou recentemente cortada contém 75 000 milhões núcleos de carbono radioativo. Este número diminui progressivamente porque não é mais substituído (e isto acontece quando a árvore é cortada), o número original decresce com o tempo. Isto é, a atividade do carbono radioativo restante irá decrescer progressivamente. Se nós compararmos a sua atividade presente à atividade que estava presente quando a madeira foi cortada, podemos determinar o intervalo de tempo entre estes dois instantes.
Quando esta técnica é aplicada em artefatos de madeira muitas vezes encontrados nas escavações arqueológicas, na verdade determina-se o tempo no qual a árvore foi cortada. Isto dá a idade do artefacto feito a partir da madeira dessa árvore.

## Fissão nuclear

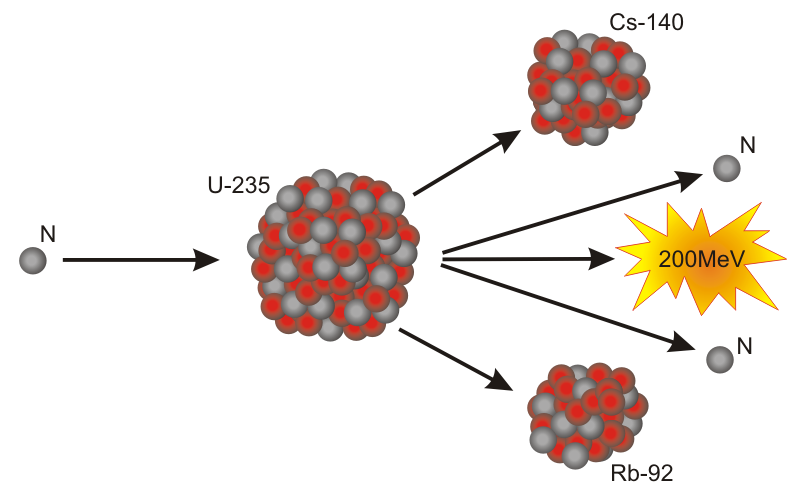
Esquema de fissão nuclear

A fissão nuclear ocorre quando um átomo instável, por exemplo, o de urânio (235 U), é bombardeado por um nêutron, levando à formação de bário (142 Ba) e criptônio (91 Kr) dois ou três novos nêutrons e energia.
Os nêutrons gerados na fissão podem se chocar com outros núcleos instáveis de urânio (235 U) repetindo o processo em cadeia, que se intensifica de modo exponencial, levando a grande liberação de energia.
Caso haja uma quantidade mínima de material radioativo, denominada massa crítica, a reação seguirá até a fissão do último átomo de urânio de forma muito rápida, com liberação de uma imensa quantidade de energia. Esse é o princípio da bomba nuclear.
Quando a reação de fissão nuclear envolve menores quantidades de urânio (235 U) e o bombardeamento do núcleo atômico por nêutrons ocorre de modo controlado; por exemplo, limitando a velocidade dos nêutrons com o uso de água pesada, ou pela remoção de parte dos nêutrons gerados durante a fissão com o uso de grafite, que absorve o excesso de nêutrons, haverá a liberação regulada de energia, que pode, por exemplo, gerar energia elétrica nas usinas nucleares.

## Radioatividade na segunda guerra mundial
Em 1896, o cientista francês Henri Becquerel, ao estudar a relação entre substâncias fosforescentes, analisou que sais de urânio emitiam um tipo de radiação que chocou chapas fotográficas. Seguidamente, o casal Pierre e Marie Curie descobriu que outros elementos também emitiam esse tipo de radiação, que foi batizada de radioatividade.
Nas décadas seguintes, pesquisadores como Ernest Rutherford e Frederick Soddy esclareceram diversas singularidades da radioatividade e dos elementos radioativos. Sobre as pesquisas desenvolvidas, a que proporcionou as mais marcantes aplicações foi a sobre a fissão do urânio. Em 1939, esta foi analisada pelos alemães Otto Hahn e Fritz Strassmann e examinada pela física austríaca Lise Meitner, já radicada na Suécia devido à perseguição dos nazistas. Nesse mesmo ano, o exército alemão invadiu a Polônia, iniciando a Segunda Guerra Mundial (1939- 1945). Na guerra, Niels Bohr foi um dos primeiros cientistas aliados a tomar conhecimento de que os alemães tinham obtido a fissão do urânio. Com a enorme quantidade de energia liberada nesse processo, Bohr temeu por seu uso em uma arma. Um fato que reforçou suas suspeitas foi uma visita recebida, na Dinamarca ocupada pelos nazistas, de seu colega alemão Werner Heisenberg, que deu a Bohr um diagrama contendo dados sobre o programa atômico alemão.
Com a perseguição pelos nazistas, Bohr fugiu para os Estados Unidos, onde encontrou Albert Einstein e advertiu-o que os países do Eixo (Alemanha, Itália e Japão) tinham o conhecimento teórico para a fabricação de uma bomba. Einstein, por sua vez, alertou o presidente norte americano Franklin D. Roosevelt. Posteriormente, países Aliados (Estados Unidos, França e Inglaterra) verificaram que o diagrama era de um reator inadequado. Porém, restou a dúvida se esta seria uma farsa para mascarar os progressos alemães. Segundo o historiador Eric Hobsbawm hoje ficou claro que a Alemanha nazista não conseguiu fazer uma bomba nuclear porque a máquina de guerra alemã não quis ou não pôde dedicar-lhe os recursos necessários.
Após Alemanha se render, nove dos principais físicos alemães, sendo dois deles W. Heisenberg e O. Hahn, foram mantidos sob custódia na Inglaterra. Gravações secretas dos diálogos mantidos por esses cientistas indicaram que o programa nuclear nazista não fôra capaz de gerar um reator nuclear auto sustentável e que eles estavam confusos sobre as diferenças entre um reator e uma bomba atômica na quadra de squash da Universidade de Chicago, construído sob a supervisão do físico italiano Enrico Fermi. A conversão da reação controlada no reator em um armamento foi realizada nos laboratórios secretos de Los Alamos (Novo México - EUA), sob o comando de J. Robert Oppenheimer. Em 16 de julho de 1945 foi realizado o primeiro teste com uma bomba atômica no deserto de Alamogordo. Em função da enorme demonstração de potencial destrutivo, Leo Szilard enviou ao presidente dos EUA uma petição assinada por inúmeros cientistas que exigia controle internacional das armas atômicas. Segundo Szilard: ‘’O maior perigo imediato é a probabilidade de que nossa demonstração de bombas atômicas precipite uma corrida na produção desses artefatos entre os Estados Unidos e a Rússia.’’
Em 1945, as explosões de duas bombas atômicas tiveram como consequência à rendição do Japão e ao final da Segunda Guerra Mundial. Em 6 de agosto, estima-se que 80 mil pessoas morreram na explosão de uma bomba de urânio em Hiroshima. Três dias depois, outras 40 mil foram mortas por uma bomba de plutônio em Nagasaki. Esses números mostram as vítimas diretas das explosões, não entrando na contagem das que morreram dos males decorrentes da radiação. A conveniência do uso da bomba é questionada até os dias de hoje. Antes do primeiro teste nuclear, a Alemanha já tinha se rendido e a derrota do Japão, apenas com o uso de armamentos convencionais, já estava prevista. Entretanto, para os EUA, a bomba representou muito mais do que a vitória na guerra: foi tida como uma demonstração de poder. Segundo o historiador Paulo G.F. Vizentini: ‘’As bombas atômicas lançadas sobre um Japão à beira da rendição eram militarmente desnecessárias. Foram, na verdade, forma de mostrar força diante dos soviéticos e dos movimentos de libertação nacional que amadureciam na China, Coréia e países do Sudoeste Asiático’’.

## Radioatividade na guerra fria
Como consequência da ordem mundial estabelecida no pós-guerra, teve início a Guerra Fria (1947-1989), na qual os EUA e a URSS passaram a disputar a supremacia mundial. Nessa competição, o desenvolvimento tecnológico foi usado como demonstração de prestígio e poder, e tiveram início duas corridas: armamentista e espacial. Diante da repercussão da bomba atômica, em 1949 os soviéticos explodiram seu primeiro armamento nuclear. O seu programa nuclear, que havia sido interrompido durante os ataques nazistas, foi retomado quando Josef Stalin tomou ciência dos possíveis avanços tecnológicos da Alemanha e dos Estados Unidos. A capacidade de os soviéticos terem desenvolvido a bomba a partir de seus próprios recursos foi posta em cheque com a prisão de Klaus Fuchs, cientista alemão que participou do Projeto Manhattan e que confessou ter passado informações do programa atômico norte-americano aos russos. Nos EUA, em plena época do macartismo, o casal Julius e Ethel Rosenberg, intermediários na transmissão das informações fornecidas por Fuchs, foi condenado à morte. Como os soviéticos já possuíam a bomba atômica, os EUA investiram na criação da bomba de hidrogênio (1952), sendo novamente alcançados pela URSS no ano seguinte. Por sua vez, na corrida espacial os soviéticos largaram na frente e surpreenderam seus adversários com o lançamento do Sputinik e a célebre frase “a Terra é azul”, de Yuri Gagarin (primeiro homem em órbita terrestre – 1961). Os Estados Unidos só conseguiram superar a União Soviética em 1969, com a chegada à Lua dos astronautas da Apollo XI. Com o tempo, outros países dominaram a tecnologia e realizaram seus testes nucleares: Inglaterra (1952), França (1960) e China (1964). À medida que se ampliavam os arsenais nucleares, aumentava o risco de extinção da humanidade em uma guerra nuclear. Esse temor desencadeou a oposição da opinião pública. Campanhas pelo desarmamento e pelo fim dos testes nucleares foram lançadas em todas as partes do mundo. Em meio a incontáveis conferências, diversos tratados anti nucleares foram assinados e, muitas vezes, desrespeitados. Somente com o final da Guerra Fria e a desestruturação da União Soviética (1989), o receio do holocausto nuclear foi temporariamente suavizado.

## Acidentes nucleares
Na década de 1950, o aproveitamento racional da energia nuclear possibilitou a criação das usinas nucleares. Segundo Goldemberg (1998) ‘’o uso da potência nuclear para a produção de eletricidade foi um subproduto do desenvolvimento dos reatores nucleares com fins militares durante e após a Segunda Guerra Mundial’’. As usinas nucleares surgiram como uma fonte poderosa para atender à demanda de energia; não requeriam características geográficas específicas ou áreas extensas (como as hidrelétricas) e não utilizavam combustíveis fósseis ou poluíam a atmosfera (como as termelétricas). Mas havia os altos custos de construção e manutenção, os riscos de acidentes e os perigosos rejeitos radioativos. Na década de 1980, o medo de um holocausto nuclear foi desviado das bombas para acidentes nas centenas de usinas espalhadas pelo mundo. Dois acidentes foram decisivos para o questionamento da segurança nessas usinas.
O primeiro ocorreu em Three Mile Island, nos Estados Unidos, em 1979, onde uma falha no sistema de refrigeração acarretou a liberação de uma quantidade de radioatividade. A rápida evacuação da população ao redor da usina evitou a ocorrência de vítimas fatais. Em 1986, em Chernobil, Ucrânia, o descontrole da reação provocou um incêndio no núcleo do reator e consequente liberação de grande quantidade de material radioativo na atmosfera. Faltando um edifício protetor, a nuvem radioativa espalhou-se pela Europa e contaminou plantações, animais e seres humanos. Os países ocidentais só tomaram ciência do acidente quando a radiação liberada acionou os alarmes de uma usina nuclear sueca, situada a 2 mil km de distância. Com o intuito de poupar seu prestígio tecnológico, o governo soviético só admitiu o acidente 48 horas após o ocorrido, fato que acabou por retardar a ajuda internacional. Devido ao lançamento de isótopos radioativos de iodo na atmosfera, na década de 1990 verificou-se um aumento substancial na incidência de câncer de tireoide em crianças nas regiões próximas ao local do acidente, na Ucrânia e em Belarus (Stone, 2001).
Em função de mobilizações populares, muitos países começaram a desativar seus programas nucleares. Nos Estados Unidos, foram desligados 21 dos 125 reatores depois do acidente de Three Mile Island. Na Europa, após Chernobil, apenas três reatores foram inaugurados. Mesmo com todos esses esforços, chegou-se ao final do século XX com 130 mil toneladas de lixo nuclear. Devido à contínua emissão de radiação, esse material deve ser isolado até que a radiação atinja níveis toleráveis, o que pode levar alguns milênios. Desta forma, os atuais locais de armazenamento (minas, montanhas e subterrâneos) demonstram-se inseguros devido às incertezas quanto às condições geológicas no longo prazo (Helene, 1996).
No Brasil, a energia nuclear também foi alvo de investimentos, que culminaram com a implantação de um complexo nuclear em Angra dos Reis, durante o regime militar. Após 23 anos de obras e um custo cinco vezes maior que o previsto, as duas primeiras unidades (Angra I e II, pois Angra III ainda está em construção) geram 2% da energia elétrica nacional. Em 1987, o Brasil entrou para a lista dos acidentes radioativos. Em Goiânia, dois catadores de lixo encontraram uma cápsula contendo césio-137 abandonada em um hospital desativado e venderam-na para um ferro velho. O rompimento da blindagem protetora acarretou a liberação do material radioativo. Por desconhecimento da população, a livre manipulação contaminou várias dezenas de pessoas, das quais quatro morreram nos dias seguintes. Nos anos subsequentes, várias outras vítimas morreram como resultado da exposição à radiação do césio.

## Usinas nucleares
Uma usina nuclear apresentará um ou mais reatores nucleares, esses possuem blindagem (aço e concreto) para formar um circuito fechado e, assim, impedir a saída de nêutrons e raios gama (γ) nocivos à saúde dos seres vivos.
O reator gera energia através da fissão de combustíveis radioativos (urânio-235, plutônio-239, tório-232). Atualmente, tem-se utilizado uma mistura de óxidos de plutônio e urânio (MOX) como combustível radioativo.
Essa energia produz calor que é utilizado para geração de vapor de água, que move turbinas de um gerador elétrico levando à produção de energia elétrica. Um reator nuclear apresentará as seguintes partes:
1. Blindagem: para isolar o sistema, evita a saída de nêutrons e radiação gama (γ) para o meio externo.
2. Cápsulas de combustível: abrigam o material fissionável, por exemplo, urânio-235.
3. Moderador: estão espalhados pelo reator, tem por função reduzir a velocidade dos nêutrons e desse modo controlar o processo de fissão. Geralmente, utiliza-se água pesada como eficiente moderador.
4. Material de controle: são barras que ficam entre as cápsulas de combustível, a fim de absorver nêutrons de modo a finalizar a reação de fissão nuclear, ou moderar sua intensidade. As barras de controle são feitas de cádmio ou boro, materiais com grande capacidade de absorver nêutrons.
5. Refrigerador: circula, por exemplo, água leve que absorve calor, essa energia pode ser levada até um trocador de calor, que produzirá vapor de água para acionar as turbinas de um gerador elétrico.

## Radioterapia
A radioterapia envolve a aplicação de radiações ionizantes capazes de criar íons e radicais livres nas células situadas no campo de irradiação. Como a capacidade de reparo das células tumorais é menor, os íons formados e os radicais livres danificam o DNA da célula neoplásica levando-a a morte.
As radiações ionizantes empregadas na radioterapia podem ser raios X, ou raios gama emitidos, por exemplo, por uma cápsula de cobalto.
A radioterapia pode apresentar como efeitos colaterais distúrbios nos tecidos com maior potencial de divisão celular: epiderme, mucosas, células germinativas, tecido hematopoiético; assim, se tais tecidos estiverem no campo de irradiação podem ocorrer, respectivamente, lesões epidérmicas, mucosites, parada da produção de gametas e redução da formação de glóbulos brancos e plaquetas. Todos os casos devem ser tratados, pois, em geral, o quadro é reversível.

## Cintilografia com radiofármacos
Certos radioisótopos podem ser empregados em exames por imagens de órgãos. Como no caso da cintilografia que detecta a radiação emitida pelo radiofármaco absorvido por um determinado órgão; forma-se a imagem da estrutura anatômica e, é possível inferir também o seu grau de atividade fisiológica.
O radioisótopo deve ser empregado em baixas dosagens para não comprometer a saúde do paciente. Uma característica importante do contraste é apresentar meia vida curta, ou seja, precisa se desintegrar rapidamente para não causar danos fisiológicos no organismo.

## Tabela de modos de decaimento
Os radionuclídeos podem sofrer várias reações diferentes, resumidas na tabela seguinte, Um núcleo com o número de massa A e número atómico Z é representado como (A, Z). A coluna "Núcleo filho" indicam a diferença entre o novo núcleo e o núcleo original. Assim, (A − 1, Z) significa que o número de massa é menor em uma unidade que antes, mas que o número atómico é o mesmo que antes.
| Modo de decaimento                         | Partículas participantes | Núcleo filho                |
| ------------------------------------------ | --- | --------------------------- |
| Decaimentos com emissão de nucleões:       | |                             |
| Emissão alfa                               | Uma partícula alfa\| (A = 4, Z = 2) emitida do núcleo | (A − 4, Z − 2)              |
| Emissão de protão                          | Um protão ejetado do núcleo | (A − 1, Z − 1)              |
| Emissão de neutrão                         | Um neutrão ejetado do núcleo | (A − 1, Z)                  |
| Dupla emissão de protão                    | Dois protões ejetados do núcleo em simultâneo | (A − 2, Z − 2)              |
| Fissão espontânea                          | O núcleo desintegra-se em dois ou mais núcleos menores e outras partículas | —                           |
| Decaimento aglomerado                      | O núcleo emite um tipo específico de núcleo menor (A1, Z1) menor ou maior que uma partícula alfa | (A − A1, Z − Z1) + (A1, Z1) |
| Diferentes modos de decaimento beta:       | |                             |
| Decaimento β−                              | Um núcleo emite um eletrão e um antineutrino de eletrão | (A, Z + 1)                  |
| Emissão de positrão (Decaimento β+)        | Um núcleo emite um positrão e um neutrino de eletrão | (A, Z − 1)                  |
| Captura eletrónica                         | Um núcleo captura um eletrão orbital e emite um neutrino o núcleo filho é deixado num estado excitado instável | (A, Z − 1)                  |
| Decaimento beta de partícula composta      | Um núcleo sofre decaimento beta de eletrão e antineutrino, mas o eletrão não é emitido, pois é capturado por uma orbital K vazia; o núcleo filho é deixado num estado excitado e instável. O processo é suprimido exceto em átomos ionizados que têm vagas na orbital K | (A, Z + 1)                  |
| Decaimento beta duplo                      | Um núcleo emite dois eletrões e dois antineutrinos | (A, Z + 2)                  |
| Captura eletrónica dupla                   | Um núcleo absorve dois eletrões orbitais e emite dois neutrinos – o núcleo filho é deixado num estado excitado e instável | (A, Z − 2)                  |
| Captura eletrónica com Emissão de positrão | Um núcleo absorve um eletrão orbital, emite um positrão e dois neutrinos | (A, Z − 2)                  |
| Emissão dupla de positrão                  | Um núcleo emite dois positrões e dois neutrinos | (A, Z − 2)                  |
| Transições entre estados do mesmo núcleo:  | |                             |
| Transição isomérica                        | Núcleo excitado liberta um fotão de alta-energia (raio gama) | (A, Z)                      |
| Conversão interna                          | Núcleo excitado transfere energia para um eletrão orbital e é ejetado do átomo | (A, Z)                      |

## Radioatividade na cultura popular
Na cultura popular, a radioatividade é amplamente abordada na ficção, principalmente em games com a série Fallout, Resident Evil, Metro 2033 e S.T.A.L.K.E.R. Nos filmes, é abordada em filmes como K-19: The Widowmaker, O Livro de Eli, Broken Arrow, A Soma de Todos os Medos, Chernobyl, entre outros.

## Prevenção de riscos
Produtos como determinadas algas, alecrim, manganês, magnésio, zinco, iodeto de potássio, Betacaroteno, vitaminas D E e C, ferro, Cálcio, potássio, Ganoderma lucidum, probióticos, Aloe arborescens, Nigella sativa L, Centella asiática, Tinospora cordifolia, tomate, soja, rhodiola, Ocimum sanctum, Ginkgo biloba, alho, repolho, couve-flor, brócolis, Betacaroteno, curcumina, além de óleo de linhaça e da semente de linhaça combatem e previnem os efeitos da radiação.